# Ross Thomas (acteur)
Ross Thomas (né en 1981) est un acteur américain ayant joué dans American Pie: String Academy il y tient le rôle de Ryan Grimm. Il a également joué dans Le Feu sur la glace 2, en route vers la gloire le rôle de Alex Harrison au côté de Christy Carlson Romano. Il joua aussi le rôle de Sam Wilson dans Les Experts Manhattan (saison 2 épisode 3). Il a eu un rôle principal dans la série de surf Makaha Surf.

## Filmographie
Télévision
- 2004 : Cold Case : Affaires classées - (Saison 2 épisode 13 série télévisée) : Pete
- 2005 : Les Experts : Manhattan (série TV) : Sam Wilson (Saison 2, Épisode 3)
- 2005 : Du côté de chez Fran (série TV) : Kurt (Saison 1 Episode 6)
- 2006 : Le Feu sur la glace 2, en route vers la gloire (Film) : Alex Harrison
- 2006 : American Pie: String Academy (Film) : Ryan
- 2006-2009 : Makaha Surf (série TV) : Bailey Reese
- 2007 : Shelter (Film): Gabe
- 2011 : Soul Surfer (Film) : Noah Hamilton
- 2013 : La Rançon de la gloire : Eddie Marz